# Hrvatski nogometni kup 1998-1999
La Hrvatski nogometni kup 1998./99. (coppa croata di calcio 1998-99) fu la ottava edizione della coppa nazionale croata, fu organizzata dalla Federazione calcistica della Croazia e fu disputata dal agosto 1998 al maggio 1999.
Il detentore era il Croazia Zagabria, che in questa edizione uscì clamorosamente ai sedicesimi di finale per mano del Dugo Selo, una compagine che militava nella Jedinstvena ŽNL Zagrebačka, quarta divisione.
Il trofeo fu vinto dal Osijek, al suo primo titolo nella competizione, in una controversa finale (derby della Slavonia) contro il Cibalia. Infatti la finale fu disputata quattro giorni dopo la fine del campionato, torneo funestato dalle polemiche riguardo alla rete annullata all'88º minuto al giocatore del Rijeka Admir Hasančić per un fuorigioco inesistente da parte dell'arbitro Alojzije Šupraha (su segnalazione del guardalinee Zoran Krečak) facendo così infuriare uno Stadio Cantrida stracolmo (22000 spettatori). Il titolo andò così, per il quarto anno consecutivo, al Croazia Zagabria che festeggiò in uno Stadio Maksimir semivuoto (2000 spettatori). Forti i sospetti - certezze per i Fiumani - che i vertici della federazione abbiano cercato di far vincere i capitolini: "Pobijedio je najkatoličkiji klub u državi" (Ha vinto il club più cattolico del paese) fu il commento ricorrente in seguito all'esclamazione di Franjo Tuđman "Dio c'è!". Tre anni dopo, nel 2002, verranno scoperti i documenti che riveleranno che Tuđman (nel frattempo deceduto) ed i servizi segreti avevano fatto pressioni sulla terna arbitrale e pagato 200 000 marchi tedeschi al Osijek (avversario del Rijeka all'ultima giornata di campionato) oltre che una promessa di favori arbitrali nella finale di coppa di Croazia che si sarebbe disputata pochi giorni dopo.
La vittoria diede al Osijek l'accesso alla Coppa UEFA 1999-2000.

## Formula e partecipanti
Alla competizione parteciparono le migliori squadre delle divisioni superiori ad eliminazione diretta. I primi turni e la finale erano a gara singola, mentre quarti e semifinali erano ad andata e ritorno.
Questa è stata la prima edizione a 48 squadre, quindi con l'istituzione del turno preliminare cui accedono le squadre provenienti dalle Županijski kup (le coppe regionali): le 21 vincitrici più le finaliste delle 11 coppe col maggior numero di partecipanti.
Le prime 16 squadre del ranking quinquennale di coppa (63 punti alla vincitrice della coppa, 31 alla finalista, 15 alle semifinaliste, 7 a quelle che hanno raggiunto i quarti, 3 a quelle eliminate agli ottavi, 1 se eliminate ai sedicesimi) sono ammesse di diritto ai sedicesimi di finale.

### Ammesse di diritto ai sedicesimi di finale
Le prime 16 squadre (coi punti) del ranking 1992-1997 entrano di diritto nei sedicesimi della Coppa 1998-1999:
- 1 Croazia Zagabria (251)
- 2 Hajduk Spalato (151)
- 3 Varteks Varaždin (67)
- 4 NK Zagabria (71)
- 5 Rijeka (51)
- 6 Osijek (47)
- 7 Zara (37)
- 8 Inker Zaprešić (35)
- 9 Dubrovnik (27)
- 10 Segesta (21)
- 11 Cibalia (17)
- 12 Hrvatski Dragovoljac (16)
- 13 Sebenico (14)
- 14 Belišće (12)
- 15 Marsonia (11)
- 16 Bjelovar (10)

### Dalle coppe regionali
| Regione                                 | Squadre qualificate       | Squadre qualificate    |
| --------------------------------------- | ------------------------- | ---------------------- |
| Regione di Zagabria                     | Samobor                   | Dugo Selo              |
| Regione di Krapina e dello Zagorje      | Bojovnik 7 Novi Golubovec |                        |
| Regione di Sisak e della Moslavina      | Moslavina                 | TŠK Topolovac          |
| Regione di Karlovac                     | Slunj                     |                        |
| Regione di Varaždin                     | Varaždin                  | Ivančica Ivanec        |
| Regione di Koprivnica e Križevci        | Slaven Belupo             | Podravac Virje         |
| Regione di Bjelovar e della Bilogora    | Daruvar                   | Mladost-Nada Hrastovac |
| Regione litoraneo-montana               | Halubjan Viškovo          |                        |
| Regione della Lika e di Segna           | Nehaj Senj                |                        |
| Regione di Virovitica e della Podravina | Mladost 127               |                        |
| Regione di Požega e della Slavonia      | Slavonija Požega          |                        |
| Regione di Brod e della Posavina        | Slavonac CO               | Amater Slavonski Brod  |
| Regione zaratina                        | Raštane                   |                        |
| Regione di Osijek e della Baranja       | Valpovka                  | Croatia Đakovo         |
| Regione di Sebenico e Tenin             | Zagora Unešić             |                        |
| Regione di Vukovar e della Sirmia       | Graničar Županja          |                        |
| Regione spalatino-dalmata               | Mosor                     | Dugopolje              |
| Regione istriana                        | Pazinka                   | Istria                 |
| Regione raguseo-narentana               | Neretva Metković          |                        |
| Regione del Međimurje                   | Čakovec                   | Spartak Mala Subotica  |
| Città di Zagabria                       | Špansko Zagabria          | Posavina               |

### Riepilogo
| 1ª Divisione 1.HNL                                                                                                   | 2ª Divisione 2.HNL | 3ª Divisione 3.HNL | Divisioni inferiori                                                       |
| --- | --- | --- | ------------------------------------------------------------------------- |
| dal turno preliminare:                                                                                               | | |                                                                           |
| Mladost 127 Slaven Belupo                                                                                            | Čakovec Croatia Đakovo Istria Posavina Samobor                                                                                   | Amater Slavonski Brod Bojovnik 7 Novi Golubovec Daruvar Graničar Županja Halubjan Viškovo Pazinka Raštane Slavonac CO Slavonija Požega Špansko Zagabria TŠK Topolovac Valpovka Varaždin Zagora Unešić | Dugo Selo Dugopolje Ivančica Ivanec Moslavina Slunj Spartak Mala Subotica |
| dai sedicesimi di finale:                                                                                            | | |                                                                           |
| Cibalia Dinamo Zagabria Hajduk Spalato Hrvatski Dragovoljac Osijek Rijeka Sebenico Varteks Varaždin Zara NK Zagabria | Belišće Bjelovar Inker Zaprešić Segesta                                                                                          | Dubrovnik Marsonia | -                                                                         |
| non ammesse: | | |                                                                           |
| - | Budućnost Hodošan Croatia Sesvete Mladost Proložac Jadran Poreč Orijent Rijeka Otok Solin RNK Spalato Vukovar 91 Zagorec Krapina | le altre 61 squadre | tutte le altre squadre                                                    |
| 1ª Divisione 1.HNL                                                                                                   | 2ª Divisione 2.HNL | 3ª Divisione 3.HNL | Divisioni inferiori                                                       |

### Calendario
| Turno             | Data                             | Numero gare | Squadre | Entrano in questo turno                                                |
| ----------------- | -------------------------------- | ----------- | ------- | ---------------------------------------------------------------------- |
| Turno preliminare | 19 agosto 1998                   | 16          | 48 → 32 | Vincitrici delle 21 coppe regionali 11 finaliste delle coppe regionali |
| Primo turno       | 6 e 15 settembre 1998            | 16          | 32 → 16 | Le migliori 16 del ranking                                             |
| Secondo turno     | 23 e 29 settembre 1998           | 8           | 16 → 8  | Nessuna                                                                |
| Quarti di finale  | 28 ottobre 1998 25 novembre 1998 | 8           | 8 → 4   | Nessuna                                                                |
| Semifinali        | 3 marzo 1999 17 marzo 1999       | 4           | 4 → 2   | Nessuna                                                                |
| Finale            | 30 maggio 1999                   | 1           | 2 → 1   | Nessuna                                                                |

## Turno preliminare
| Squadra 1                 | Risultato | Squadra 2              |
| ------------------------- | --------- | ---------------------- |
| 19 agosto 1998            |           |                        |
| Mosor                     | 11 – 0    | Daruvar                |
| Valpovka                  | 1 – 2     | Samobor                |
| Čakovec                   | 3 – 0     | Croatia Đakovo         |
| Slavonija Požega          | 5 – 0     | Spartak Mala Subotica  |
| Dugo Selo                 | 2 – 1     | Posavina               |
| Halubjan Viškovo          | 3 – 0     | Dugopolje              |
| Podravac Virje            | 2 – 1     | Slunj                  |
| Ivančica Ivanec           | 1 – 4     | Slaven Belupo          |
| Bojovnik 7 Novi Golubovec | 1 – 0     | Slavonac CO            |
| Pazinka                   | 1 – 0     | Varaždin               |
| Zagora Unešić             | 0 – 2     | Moslavina              |
| Amater Slavonski Brod     | 6 – 1     | Mladost-Nada Hrastovac |
| Istria                    | 3 – 2     | Graničar Županja       |
| Raštane                   | 2 – 0     | Nehaj Senj             |
| TŠK Topolovac             | 4 – 0     | Neretva Metković       |
| Špansko Zagabria          | 0 – 1     | Mladost 127            |

## Sedicesimi di finale
| Squadra 1                 | Risultato             | Squadra 2            |
| ------------------------- | --------------------- | -------------------- |
| 6 settembre 1998          |                       |                      |
| Bojovnik 7 Novi Golubovec | 2 – 3                 | Hajduk Spalato       |
| TŠK Topolovac             | 0 – 1                 | Varteks Varaždin     |
| Mosor                     | 0 – 1 (dts)           | Osijek               |
| 8 settembre 1998          |                       |                      |
| Dugo Selo                 | 3 – 2                 | Croazia Zagabria     |
| Amater Slavonski Brod     | 2 – 2 (dts) (4-2 dtr) | NK Zagabria          |
| 9 settembre 1998          |                       |                      |
| Halubjan Viškovo          | 1 – 2                 | Rijeka               |
| Podravac Virje            | 1 – 5                 | Zara                 |
| Moslavina                 | 2 – 3                 | Segesta              |
| Raštane                   | 2 – 0                 | Inker Zaprešić       |
| Čakovec                   | 2 – 0                 | Dubrovnik            |
| Samobor                   | 1 – 2                 | Hrvatski Dragovoljac |
| Pazinka                   | 0 – 6                 | Cibalia              |
| Slavonija Požega          | 0 – 3                 | Belišće              |
| Istria                    | 1 – 1 (dts) (1-4 dtr) | Sebenico             |
| Marsonia                  | 0 – 4                 | Slaven Belupo        |
| 15 settembre 1998         |                       |                      |
| Mladost 127               | 4 – 2                 | Bjelovar             |

## Ottavi di finale
| Squadra 1         | Risultato             | Squadra 2             |
| ----------------- | --------------------- | --------------------- |
| 21 settembre 1998 |                       |                       |
| Hajduk Spalato    | 5 – 1                 | Mladost 127           |
| 23 settembre 1998 |                       |                       |
| Sebenico          | 0 – 1                 | Varteks Varaždin      |
| Belišće           | 4 – 1                 | Amater Slavonski Brod |
| Cibalia           | 1 – 0                 | Rijeka                |
| Osijek            | 3 – 1                 | Hrvatski Dragovoljac  |
| Čakovec           | 0 – 0 (dts) (5-4 dtr) | Zara                  |
| Segesta           | 4 – 0                 | Raštane               |
| 29 settembre 1998 |                       |                       |
| Slaven Belupo     | 8 – 0                 | Dugo Selo             |

## Quarti di finale
Le gare sono state disputate fra fine ottobre e novembre 1998.
| Squadra 1        | Totale | Squadra 2      | Andata | Ritorno |
| ---------------- | ------ | -------------- | ------ | ------- |
| Slaven Belupo    | 5 – 1  | Segesta        | 4 – 1  | 1 – 0   |
| Čakovec          | 0 – 2  | Hajduk Spalato | 0 – 0  | 0 – 2   |
| Varteks Varaždin | 2 – 4  | Osijek         | 2 – 1  | 0 – 3   |
| Belišće          | 0 – 7  | Cibalia        | 0 – 4  | 0 – 3   |

## Semifinali
| Squadra 1 | Totale          | Squadra 2      | Andata     | Ritorno    |
| --------- | --------------- | -------------- | ---------- | ---------- |
|           |                 |                | 03.03.1999 | 17.03.1999 |
| Cibalia   | 3 – 3 (6-5 dtr) | Hajduk Spalato | 2 – 1      | 1 – 2      |
| Osijek    | 1 – 0           | Slaven Belupo  | 1 – 0      | 0 – 0      |

## Finale
Al 3º minuto Ibrahimović ha parato un rigore calciato da Beširević.
| Arbitro: | Sinovčić (Zara) |

|                           |           |           |
| Mitu 90+3’ Lasić 97’ (gg) | Marcatori | 35’ Jurić |

| Osijek | Cibalia |

|                   |  |                  |  |     |  |     |
|                   |  |                  |  |     |  |     |
|                   |  | Mario Galinović  |  |     |  |     |
|                   |  | Davor Lasić      |  |     |  |     |
|                   |  | Bakir Beširević  |  |     |  |     |
|                   |  | Damir Vuica      |  |     |  | 46' |
|                   |  | Ivica Beljan     |  |     |  |     |
|                   |  | Stjepan Vranješ  |  |     |  |     |
|                   |  | Josip Gašpar     |  |     |  |     |
|                   |  | Ivo Ergović      |  | 25' |  |     |
|                   |  | Mario Prišč      |  |     |  | 71' |
|                   |  | Borimir Perković |  |     |  |     |
|                   |  | Stanko Bubalo    |  |     |  | 64' |
| A disposizione:   |  |                  |  |     |  |     |
|                   |  | Jurica Vranješ   |  |     |  | 46' |
|                   |  | Dumitru Mitu     |  |     |  | 64' |
|                   |  | Jakov Surać      |  |     |  | 71' |
| Allenatore:       |  |                  |  |     |  |     |
| Stanko Poklepović |  |                  |  |     |  |     |

|                 |  |                     |  |          |  |     |
|                 |  |                     |  |          |  |     |
|                 |  | Miralem Ibrahimović |  | 2'       |  |     |
|                 |  | Jure Jurić          |  |          |  | 61' |
|                 |  | Dalibor Bognar      |  |          |  |     |
|                 |  | Ivan Ravlić         |  | 45’, 65’ |  |     |
|                 |  | Danijel Bogdan      |  |          |  |     |
|                 |  | Darko Raić-Sudar    |  | 49’, 49’ |  |     |
|                 |  | Goran Meštrović     |  | 28'      |  | 65' |
|                 |  | Antun Andričević    |  | 19'      |  |     |
|                 |  | Ivan Bošnjak        |  |          |  |     |
|                 |  | Ivan Maroslavac     |  |          |  |     |
|                 |  | Renato Jurčec       |  |          |  | 35' |
| A disposizione: |  |                     |  |          |  |     |
|                 |  | Miroslav Bojko      |  |          |  | 35' |
|                 |  | Leonard Bisaku      |  |          |  | 61' |
|                 |  | Radoslav Gusić      |  |          |  | 65' |
| Allenatore:     |  |                     |  |          |  |     |
| Srećko Lušić    |  |                     |  |          |  |     |

## Marcatori
| Pos. | Giocatore       | Squadra        | Reti |
| ---- | --------------- | -------------- | ---- |
| 1    | Željko Pakasin  | Slaven Belupo  | 5    |
| 2    | Ivan Bošnjak    | Cibalia        | 4    |
| 2    | Renato Jurčec   | Cibalia        | 4    |
| 4    | Anđelko Kvesić  | Segesta        | 3    |
| 4    | Goran Meštrović | Cibalia        | 3    |
| 4    | Dean Računica   | Hajduk Spalato | 3    |
| 4    | Zoran Slišković | Slaven Belupo  | 3    |
| 4    | Goran Vukelja   | Belišće        | 3    |